# Grievance
«Grievance» es una canción de la banda Pearl Jam, lanzada como sencillo en 2000.
Pertenece al disco Binaural es el sexto disco de estudio realizado por Pearl Jam, del 16 de mayo de 2000. La letra fue escrita por Eddie Vedder.
En el programa "The Late Show With" David Letterman del 12 de abril de 2000 Pearl Jam se presentó en vivo interpretando esta canción. 
En la entrega número 43 de los Premios Grammy en el año 2001, Pearl Jam fue nominado por este tema en la categoría Mejor interpretación hard rock.